# Missour
Missour är en stad i Marocko och är den största staden i provinsen Boulemane som är en del av regionen Fès-Meknès. Folkmängden uppgick till 25 584 invånare vid folkräkningen 2014.